# Rahim Ademi
Pour les articles homonymes, voir Ademi.
 (mai 2020).
Si vous disposez d'ouvrages ou d'articles de référence ou si vous connaissez des sites web de qualité traitant du thème abordé ici, merci de compléter l'article en donnant les références utiles à sa vérifiabilité et en les liant à la section « Notes et références ».
Rahim Ademi (30 janvier 1954, à Karače/Karače, commune de Vučitrn/Vučitrn, Yougoslavie, aujourd’hui au Kosovo) est un général de l’armée croate d’origine albanaise.
Il commença une carrière militaire et sortit en 1976 diplômé de l’académie militaire de l’armée populaire yougoslave (JNA).
Il fut affecté à Rogoznica près de Šibenik, en Croatie.
En 1986, la cour de justice militaire de Sarajevo le condamna pour actes contre révolutionnaires et irrédentisme albanais. À la suite de son appel et après avoir passé un an et demi en prison, la cour militaire suprême l’acquitta.
Les années suivantes il servit à Sinj en Croatie comme officier de la JNA.
Dès le début de la guerre en Croatie au cours de l’été 1991, il quitta ses fonctions au sein de la JNA pour s’engager dans l’armée croate. Son expérience militaire permit aux forces croates de conserver la ville de Šibenik face aux attaques des paramilitaires serbes et de la JNA.
Il participa jusqu'en 1995, à toutes les opérations militaires de reconquête des territoires occupées par les paramilitaires serbes.
Le 23 septembre 1995, il fut promu par le président croate Franjo Tuđman au rang de général de division. Le 11 février 1999, il fut nommé assistant du chef de l’inspection de l'armée de la République de Croatie.
Il fut inculpé par le tribunal pénal international pour l'ex-Yougoslavie (TPIY), pour sa responsabilité dans une attaque d'artillerie des forces croates contre deux villages serbes et dans le massacre et la persécution de civils et de prisonniers de guerre en 1993, au cours de l'opération dite de la "poche de Medak", dans le centre de la Croatie.
Cette opération coûta la vie à 23 civils et à cinq prisonniers, selon l'acte d'inculpation.
Selon l’acte d’accusation, Rahim Ademi fut poursuivi sur le fondement de sa responsabilité pénale individuelle (art. 7 par. 1 Statut TPIY) et de sa responsabilité de supérieur hiérarchique (art. 7 par. 3 Statut TPIY), pour:
- deux chefs d’accusation de crimes contre l’humanité (persécution pour des raisons politiques, raciales ou religieuses, et assassinat – art. 5 Statut TPIY);
- trois chefs d’accusation de violation des lois et coutumes de la guerre (meurtre, pillage de biens et destruction sans motifs de villes et de villages – article 3 Statut TPIY).

Rahim Ademi se rendit volontairement au TPIY à la Haye le 25 juillet 2001. Il fut remis en liberté provisoire le 20 février 2002.
Le 2 septembre 2005, le TPIY transférera le cas de Rahim Ademi et de Mirko Norac auprès de la justice croate, et son procès devant la cour de Zagreb débuta le 18 juin 2007.
Rahim Ademi fut acquitté de toutes les charges le 30 mai 2008.